# Disappear Here
Disappear Here – siódmy album walijskiego duetu Hybrid. Album został wydany 29 marca 2010 roku.

## Lista utworów
Opracowano na podstawie źródła
1. Empire - 6:00
2. Can You Hear Me - 6:27
3. Green Shell Suit - 5:18
4. Disappear Here - 5:56
5. Every Word - 4:54
6. Formula Of Fear -7:31
7. City Siren (Reprise) - 1:11
8. Salt - 6:23
9. Original Sin - 6:59
10. Take A Fall - 5:14
11. Break My Soul - 7:48
12. Numb - 6:37